# Jean-Pierre Guyomarc'h (ultrafond)
Pour les articles homonymes, voir Jean-Pierre Guyomarc'h et Guyomarc'h.
Jean-Pierre Guyomarc'h est un athlète français, né le 5 avril 1954 à Bernay, spécialiste de l’ultrafond, trois fois champion de France des 24 heures et cinq fois champion d'Europe par équipe des 24 heures.

## Biographie
Jean-Pierre Guyomarc'h est 3 fois champion de France des 24 heures, à Fleurbaix en 1993, à Vannes en 1995 et à Courçon en 1997, et 5 fois champion d'Europe par équipe des 24 heures en 1994, 1997, 1998, 2000 et 2002,.
| # | Distance   | Lieu      | Date       |
| - | ---------- | --------- | ---------- |
| 1 | 261.292 km | Courçon   | 20.09.1992 |
| 2 | 260.024 km | Fleurbaix | 29.08.1993 |
| 3 | 255.726 km | Gravigny  | 08.09.2002 |
| 4 | 254.821 km | Gravigny  | 02.07.2000 |
| 5 | 254.512 km | Uden      | 21.10.2000 |

## Records personnels
Statistiques de Jean-Pierre Guyomarc'h d'après la Fédération française d'athlétisme (FFA) et la Deutsche Ultramarathon-Vereinigung (DUV) :
- 10 km route : 39 min 9 s en 2005
- Semi-marathon : 1 h 45 min 43 s en 2005
- Marathon : 3 h 0 min 19 s au marathon de La Rochelle en 2000[5]
- 100 km route : 8 h 15 min 5 s aux championnats du monde IAU des 100 km open race à Paris en 1989
- 6 heures route : 79,921 km aux 6 h de La Gorgue en 2000
- 12 heures : 133,000 km aux championnats d'Europe IAU des 24 h de Szeged en 1994 (12h split)
- 24 heures route : 261,292 km aux 24 heures de Courçon en 1992
- 48 heures route : 299, 225 km aux 6 jours d'Antibes en 2012 (48 h split)
- 6 jours : 670,763 km aux 6 jours Challenge de Copenhague en 2003